# اعلان جنگ

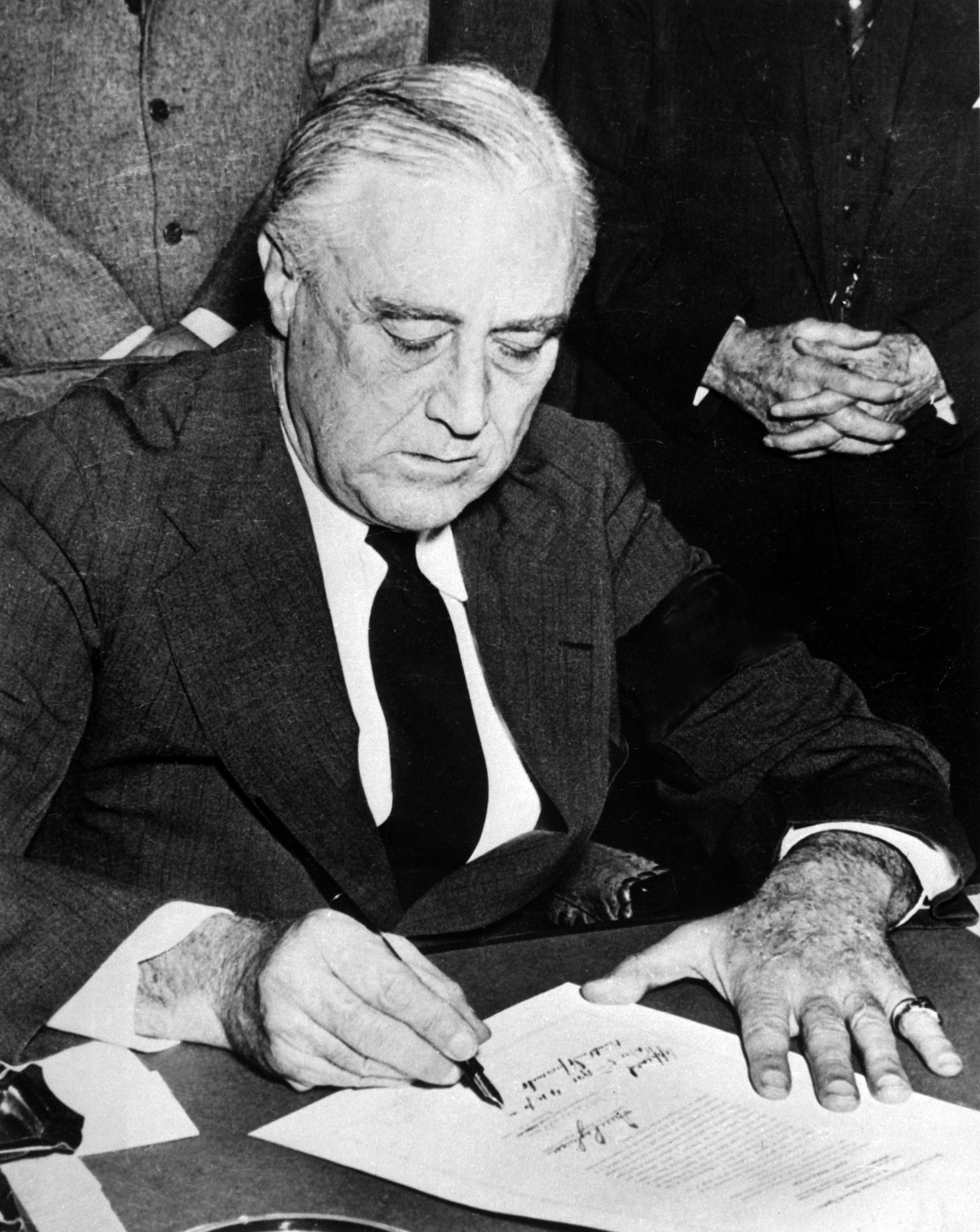
فرانکلین روزولت رییس جمهور وقت آمریکا در حال امضای حکم اعلان جنگ به امپراتوری ژاپن در خلال جنگ جهانی دوم.

اعلان جنگ فرمانی‌ست رسمی که توسط دولت یا رئیس کشور یک کشور تصویب می‌گردد و به معنای آغاز شرایط جنگی مابین کشور فوق با کشور یا کشورهای دیگر است.